# Broekhovense kerk
De Broekhovense kerk is een kerkgebouw te Tilburg dat zich bevindt aan de Broekhovenseweg. De kerk was tot 2023 onderdeel van parochie De Goede Herder, maar is in dat jaar aan de eredienst onttrokken.
De kerk is gewijd aan Onze-Lieve-Vrouw van Goede Raad, werd ontworpen door Jan van der Valk en kwam gereed in 1913.  De kerk is een kruising tussen een traditionele kruiskerk en een centraalbouw. Hoewel de bouwstijl vaak als neo-byzantijns wordt gekenschetst, is de kerk in feite een voor Nederland vroeg voorbeeld van expressionisme, een stijl die vooral tot uiting komt in het bovenste deel van de 45 meter hoge massieve vierkante toren. Kenmerkend is verder de centrale koepel die uitgevoerd is in gewapend beton. Aan de westzijde heeft de kerk een uitgebouwd portaal dat boven de ingang is versierd met een mozaïek. De trap naar dit hoofdportaal wordt geflankeerd door gemetselde beelden van leeuwen.
In 1987 werd het interieur van de kerk ingrijpend verbouwd, zodat het gebouw tegenwoordig voor meerdere doeleinden kan worden gebruikt, zoals voor muziekuitvoeringen. Deze verbouwing had vooral betrekking op de sacristie en de zijkapellen.
Hoewel de kerk tegenwoordig Broekhovense kerk wordt genoemd, was het na uitbreiding van de wijk Broekhoven de parochiekerk van alleen het noordelijke deel van de wijk, Broekhoven I genaamd. De kerken van Broekhoven II en III zijn inmiddels verdwenen. Per 1 juli 2023 is de kerk aan de eredienst onttrokken.
De kerk is inmiddels geklasseerd als Rijksmonument.